# Chrysobothris freyi
Chrysobothris freyi es una especie de escarabajo del género Chrysobothris, familia Buprestidae. Fue descrita científicamente por Pochon en 1972.